# Village aéronautique

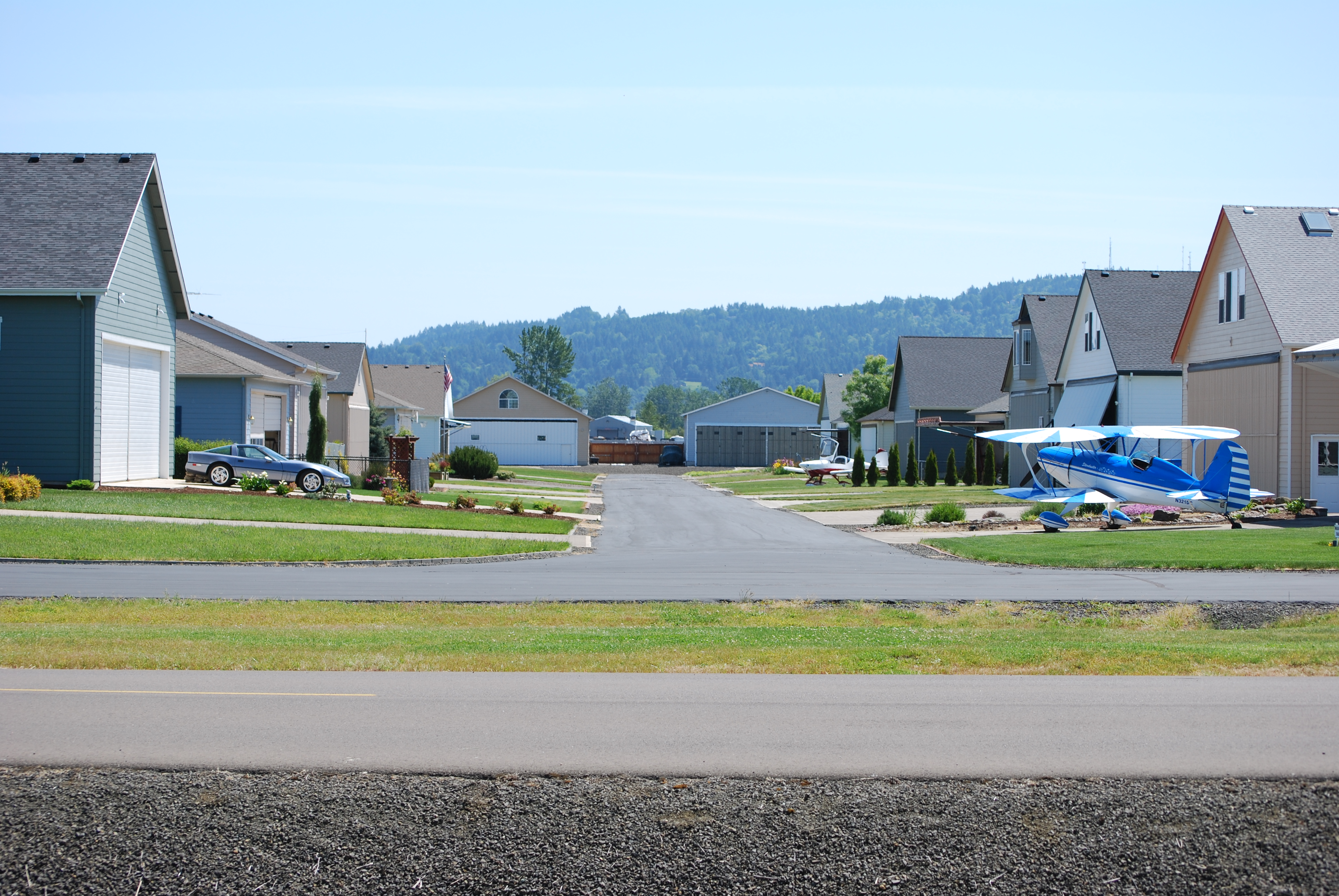
L'Airpark dIndependence State Airport dans l'Oregon.

Un village aéronautique (ou Airpark en anglais) est un lotissement construit autour ou à côté d’un aérodrome dont l'usage strictement réservé aux seuls résidents à des fins personnelles, ils n’hébergent donc pas d’activités commerciales du type baptême de l’air ou société de transport aérien.
 
Les résidents du village peuvent garer leur avion dans le hangar attenant à leur maison. Les voies de circulation à l'intérieur du lotissement relient les maisons d'habitation à la piste. Ces villages sont en général des propriétés privées dont l’accès est réservé aux propriétaires et à leurs invités. 
Le concept est né aux États-Unis après la Deuxième Guerre mondiale, et il existe aujourd'hui plus de 400 villages aéronautiques ou airparks dans ce pays. Le plus grand d'entre eux est celui de Spruce creek (en) à Port Orange en Floride qui compte 1 300 maisons. Depuis, l'idée a été reprise en Europe où le premier village de ce type a été créé en 1996 à Talmont-Saint-Hilaire, en France.

## Quelques villages aéronautiques

### En Belgique
- Gravity Park[1] -  Cerfontaine (Belgique) - 60 hectares

### Aux États-Unis
- Spruce creek (Port Orange, Floride) - 1 300 maisons
- Cannon Creek Airpark[2] (Lake City, Floride)
- Pilot's Point Airpark[3] (Shell Knob, Missouri)
- Kenai Airpark[4] (Kenai, Alaska)
- Pegasus Airpark[5] (Queen Creek, Arizona) - 186 maisons
- Lake Norman Airpark[6] (Mooresville, Caroline du Nord)
- Sierra Sky Park Airport (Fresno, Californie)
- Spruce Creek Airport (Daytona Beach, Floride)
- Greystone Airport / Jumbolair Aviation Estates (Ocala, Floride)
- Independence State Airport (Independence, Oregon)
- Big South Fork Airpark (Oneida, Tennessee)

### En France
En 2018, il existe neuf villages aéronautiques (Airparks) en France :
- Aéro-Delahaye [7] Verchocq (Pas-de-Calais) - 5 hectares - 91 parcelles - Piste LF6252
- Atlantic Air Park[8] - Chasnais (Vendée) - 28 lots - Aérodrome de Luçon-Chasnais
- Country Air Parc[9] - Berdoues (Gers) - 15 lots - Piste LF3226
- Europ'Air Park[10] - Gajoubert (Haute-Vienne) - 44 hectares - Piste LF8753
- Mont Air Park [11] - Monterblanc (Morbihan) - 6 résidences dont 1 appartement disponible à la location[12] - Aéroport de Vannes
- Vendée Air Park[13] - Talmont-Saint-Hilaire  (Vendée) - 70 hectares - 52 lots - Piste LF8521
- Village Aéronautique de l'Adour[14] - Rabastens-de-Bigorre (Hautes-Pyrénées) - Piste LF6552
- Village aéronautique de la Boissière[15] - Coëx (Vendée) - 4 résidences - piste LF8563
- Village Aéronautique des Lacs[16]- Biscarrosse (Landes) - Aérodrome de Biscarrosse - Parentis

En 2019, un 10e village aéronautique voit le jour :
- Airpark du Centre[17]- Vicq-sur-Nahon (Indre) - 9 lots - Piste LF3625.

#### Projets
Certains de ces projets sont actifs, d'autres semblent abandonnés.
- Airpark Cahors[18] - Cahors (Lot) - 20 parcelles sur l'Aérodrome de Cahors - Lalbenque
- Gimont Aéroparc[19] - Gimont (Gers) - sur une piste à construire, projet mené par le promoteur du Country Air Parc de Berdoues
- Green Airpark[20] - Availles-Limouzine (Vienne) - sur la piste LF8653
- Un projet dans l'agglomération de Nancy (Meurthe-et-Moselle) sur 200 hectares[21] semble abandonné.

En 2012, l'entreprise Village Air Conseil proposait trois projets qui, en 2018, semblent abandonnés :
- Méditerranée Air village, à Saint-Gilles (Gard) au sud-est des pistes de l'aéroport de Nîmes - Garons. L'emplacement initialement prévu est en partie occupé par la Base Avions de la Sécurité civile inaugurée en 2017 ;
- Cap Sud Air Village, à l'aéroport de Béziers (Hérault)
- French Riviera Airpark près de Brignoles (Var)[23].